# The Everly Brothers
The Everly Brothers — американский рок-дуэт братьев Дона и Фила Эверли, дебютировавший в 1956 году и имевший большой успех в конце 1950-х — начале 1960-х годов. Дуэт объединил элементы рок-н-ролла, кантри и поп-музыки, став пионерами кантри-рока.
Дуэт оказал значительное влияние на будущих звёзд новой сцены: The Beatles (аранжировавших вокал «Please Please Me» по образцу «Cathy’s Clown»), The Beach Boys, Simon and Garfunkel.
26 синглов The Everly Brothers входили в Billboard Top 40, три из них поднимались на вершину списка. В 1986 году они оказались в числе первых десяти исполнителей, введенных в Зал славы рок-н-ролла. Нил Янг в своей речи отметил, что все коллективы, в которых он когда-либо принимал участие, «…пытались копировать вокальную гармонию братьев Эверли и каждый раз терпели фиаско».
В 1997 году дуэт получил почётную Grammy Lifetime Achievement Award. В 2004 году журнал Rolling Stone поместил их на 33-е место в списке «50 величайших исполнителей всех времён».

## История
Дон Эверли (полное имя Айзек Доналд Эверли) (1 февраля 1937, Брауни, Мюленберг Каунти, Кентукки — 21 августа 2021). Его брат, Филипп (Фил) Эверли (19 января 1939, Чикаго — 3 января 2014). Братья стали профессионалами ещё в детском возрасте: их обучал отец Айк Эверли, искусный гитарист и — с 1945 года — ведущий радиопрограммы KMA в штате Айова, где принимали участие его жена Маргарет и оба маленьких сына. Братьев представляли как Маленький Донни (англ. Little Donnie) и Крошка Фил (англ. Baby Boy Phil). К 1950 году шоу стало называться The Everly Family Show. Летом 1952 года Эверли переехали в Эвансвилл, штат Индиана, где им предложили работу на радиостанции WIKY.
Первый сингл «Keep A' Lovin' Me» (записанный в 1956 году при поддержке Чета Эткинса) успеха не имел, но второй, «Bye Bye Love» (написанный супружеским дуэтом — Будло и Фелис Брайант) достиг в США 2-го места, стал всемирным бестселлером и первым большим успехом лейбла Cadence Records. Работая в тесном сотрудничестве с Брайантами, The Everly Brothers продолжили успех серией хитов, самыми известными из которых стали «Wake Up Little Susie», «All I Have to Do Is Dream» и «Bird Dog».
В 1960 году The Everly Brothers подписали большой контракт с Warner Bros. Records: первый же их сингл, выпущенный на новом лейбле, «Cathy’s Clown» поднялся на первое место в Billboard Hot 100. В Англии его каталоговый номер был WB1: он стал первым релизом Warner Brothers в Великобритании. За ним последовали «When Will I Be Loved» (1960), «Walk Right Back» (1961), «Crying in the Rain» (1962), «That’s Old Fashioned». В 1963 году братья Эверли ушли служить во флот и выпали из фокуса общественного внимания; год спустя The Beatles вторглись в Америку и навсегда изменили ход музыкальной истории.
По окончании службы братья Эверли вновь вышли на сцену, но, несмотря на успех предшествовавших возвращению сборников («Golden Hits», «The Very Best Of The Everly Brothers» и «15 Everly Hits»), вернуться к вершинам американских чартов не сумели. Между тем, специалисты считают, что именно в середине 60-х дуэт достиг пика творческой формы (в качестве примера приводятся две песни: «The Price of Love» и «Love Is Strange»). В эти годы возрос авторитет The Everly Brothers в Англии, о чём свидетельствует тот факт, что альбом Two Yanks in England они записывали при помощи музыкантов The Hollies и (в будущем) Led Zeppelin. Музыкальная критика задним числом выдала наивысшие оценки и альбому Roots.
Дуэт распался в 1973 году после памятного инцидента, когда во время концерта в Knotts Berry Farm Фил разбил гитару и ушёл со сцены, оставив Дона доигрывать сет. «The Everly Brothers умерли десять лет назад», — такими словами последний распрощался с публикой. Десять лет спустя братья встретились вновь и выпустили студийный альбом, записанный продюсером Дэйвом Эдмундсом. On the Wings of a Nightingale, которую специально для братьев написал Пол Маккартни, вернула дуэт в английские и американские чарты. Последнее их появление там связано с «Born Yesterday» (1986).
Фил Эверли некоторое время был успешным соло-артистом. Альбом Phil Everly ему помогали записывать такие музыканты, как Марк Нопфлер, Терри Уильямс и Питер Уингфилд. Записанные в дуэте с Клиффом Ричардом «She Means Nothing To Me» (#41 UK) и новая версия «All I Have to Do Is
Dream» (#14) стали хитами в Британии. В 2001 году The Everly Brothers были введены в Зал славы кантри, а ещё три года спустя — в Зал славы вокальных групп.
3 января 2014 года, в возрасте 74 лет, от хронической обструктивной болезни легких скончался участник дуэта Фил Эверли.
21 августа 2021 года, в возрасте 84 лет, скончался участник дуэта Дон Эверли.

## Дискография
- The Everly Brothers (1958)
- Songs Our Daddy Taught Us (1959)
- The Everly Brothers' Best (1959)
- It’s Everly Time (1960)
- Rockin' With (Mini EP) (1960)
- The Fabulous Style of The Everly Brothers (1960)
- A Date with The Everly Brothers (1961)
- Both Sides of an Evening (1961)
- Souvenir Sampler (1961)
- Christmas with The Everly Brothers (1962)
- Instant Party! (1962)
- The Everly Brothers' Golden Hits (Warner 1471—1962)
- Folk Songs of The Everly Brothers (1962 Cadence)
- Great Country Hits (1963 WB)
- 15 Everly Hits (1963 Cadence)
- Very Best of the Everly Brothers (Warner 1554—1964)
- Rock N' Soul (1965)
- Gone, Gone, Gone (1965)
- Beat N' Soul (1965)
- In Our Image (1966)
- Two Yanks in England (1966)
- The Hit Sound of The Everly Brothers (1967)
- The Everly Brothers Sing (1967)
- Roots (1968)
- Wake up Little Susie (Harmony) (1969)
- Chained to a Memory (1970)
- Everly Brothers Show (1970)
- Stories We Could Tell (1972)
- Don’t Worry Baby (1973)
- Pass the Chicken and Listen (1973)
- Everlys (1975)
- New Albu (1977)
- Living Legends (1977)
- Greatest Hits Vol. III (1977)
- The Everly Brothers (Profile) (1981)
- EB 84 (1984)
- Home Again (1985)
- All They Had to Do Was Dream (1985)
- Born Yesterday (1986)
- The Everly Brothers (Bella Musica) (1988)
- Some Hearts (1989)
- Heartaches and Harmonies (1994)
- Too Good to Be True (2005)
- Give Me A Future (2005)